# Spassk (Penzenská oblast)
Spassk (rusky Спасск) je město v Penzenské oblasti Ruska. Tvoří útvar místní samosprávy (městský okres), ve kterém je jediným sídlem.

## Poloha
Město leží v rovinaté oblasti na levém břehu řeky Studěnec (povodí Oky), 32 km od železniční stanice Zubova Poljana, 18 km od železniční stanice Torbejevo, na federální silnici М-5 «Ural». Do Moskvy je to 472 km, jihovýchodně ležící Penza je vzdálena 162 km.

## Přejmenování
Újezdní stranická konference uskutečněná 19.–20. dubna 1925 navrhla město přejmenovat na Bědnoděmjanovsk (Беднодемьяновск) na počest básníka Děmjana Bědného. Poeta zde nikdy nebyl, ale s pracujícími vedl čilou korespondenci. Všeruský centrální výkonný výbor žádosti vyhověl a 18. září 1925 přijal usnesení o přejmenování města i ujezdu. Usnesení podepsal M. I. Kalinin.
Z místní samosprávy vzešla v roce 2013 iniciativa přejmenovat město i rajón na Spassk resp. Spasský rajón. Žádost podpořily i vyšší samosprávné orgány a nakonec Vladimir Putin podepsal 13. října 2005 zákon „o přejmenování města Bědnoděmjanovsk Bědnoděmjanovského rajónu Penzenské oblasti na Spassk“. Státní duma zákon přijala 21. září 2005 a Rada federace jej schválila 5. října 2005. Bědnoděmjanovský rajón byl rovněž přejmenován na Spasský.